# Henri Lopès

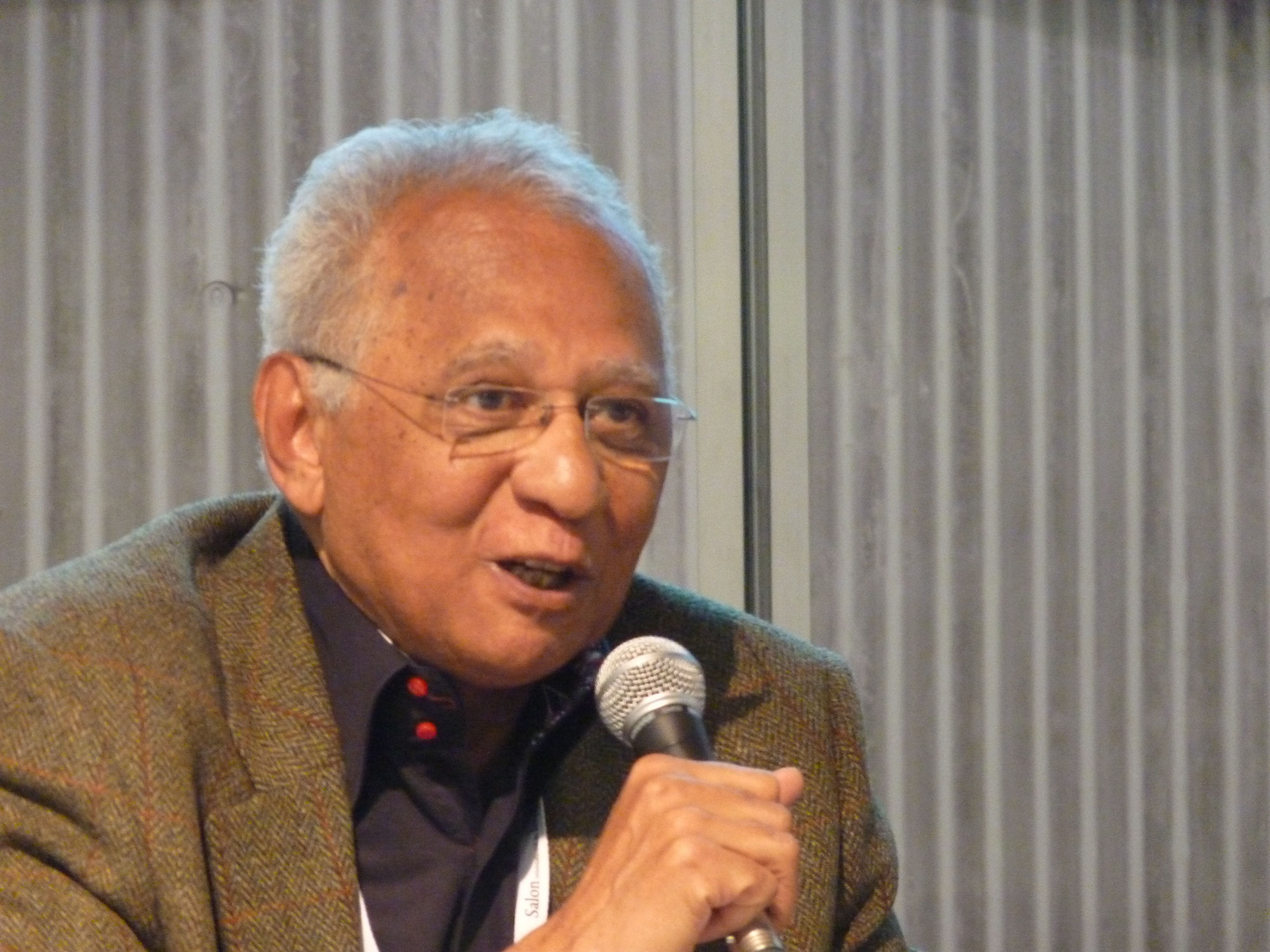
Henri Lopès 2012

Henri Lopès (* 12. September 1937 in Léopoldville, Belgisch-Kongo, heute Demokratische Republik Kongo; † 2. November 2023 in Suresnes, Frankreich) war ein kongolesischer Schriftsteller, Diplomat und Politiker. Er war von 1973 bis 1975 Premierminister der Republik Kongo.

## Frühe Jahre
Lopès wurde in Léopoldville, der Hauptstadt des Belgisch-Kongo geboren, dem heutigen Kinshasa. Nach dem Schulbesuch in Brazzaville und Bangui lebte er von 1949 bis 1965 in Paris und Nantes. 1963 machte er seinen Abschluss an der Sorbonne, wo er Professor wurde. Er engagierte sich in Vereinigungen afrikanischer Studenten. Nach seiner Rückkehr in den Kongo war er bis 1966 Professor für Geschichte an der l’École normale supérieure d’Afrique Centrale in Brazzaville und danach bis 1968 Direktor für das Unterrichtswesen.

## Politiker
Er gehörte zur Einheitspartei Parti Congolais du Travail (PCT) des seit 1968 regierenden Präsidenten Marien Ngouabi und übernahm 1969 das Bildungsministerium. 1972 wurde er Außenminister und am 28. Juli 1973 Premierminister, als das seit Ende 1969 nicht mehr besetzte Amt wieder eingeführt wurde. Seine Amtszeit endete am 18. Dezember 1975, als er durch Louis Sylvain Goma ersetzt wurde. Lopès war während seiner politischen Laufbahn zuletzt von 1977 bis 1980 Finanzminister.
Ab 1981 arbeitete er für die UNESCO und hatte dort von 1982 bis 1998 einen Direktorenposten. Im Oktober 1998 wurde er Botschafter in Paris mit Zuständigkeit für London, Madrid, Lissabon und den Heiligen Stuhl.

## Schriftsteller
Neben seiner Tätigkeit als Politiker und Diplomat war er Schriftsteller und galt als einer der bekanntesten Vertreter der neueren afrikanischen Literatur. Einige seiner Werke erschienen auch auf Deutsch.

## Preise und Ehrungen
1972 erhielt Lopès den Grand Prix littéraire de l’Afrique noire der Association des écrivains de langue française für sein Werk Tribaliques. Die Académie française verlieh ihm 1993 den Grand Prix de la francophonie. Im selben Jahr wurde er Ehrendoktor der Universität Paris XII und 2002 der Universität Laval in Québec.

## Tod
Henri Lopès starb am 2. November 2023 im Alter von 86 Jahren in einem Krankenhaus im französischen Suresnes.

## Werke (Auswahl)
- Sans tam-tam; 1977
  - Die strafversetzte Revolution; Roman; Übersetzung Armin Kerker; Ullstein Verlag; Frankfurt am Main 1981; ISBN 3-548-20155-5.
- Le Pleurer-Rire; Editions Presence Africaine; Paris 1982.
  - Blutiger Ball; Roman; Übersetzung Thorgerd Schücker; Verlag Volk und Welt; Berlin 1984.
- Sur l’autre rive; Editions du Seuil; Paris 1992.
  - Der Geruch deiner Haut; Roman; Übersetzung Heidi Brang; Verlag Volk und Welt; Berlin 1994; ISBN 3-353 00995-7.
- Tribaliques: Nouvelles; Édition CLE; 1982; darin u. a. La fuite de la main habile.